# Pietro Loredan
Pietro Loredan, beneški admiral, * ?, † 1439.